# Barraca d'en Puignau
La barraca d'en Puignau és una cabana de pedra seca al nord del nucli de la Selva de Mar (Alt Empordà), a la zona coneguda com l'Estelària i sota el puig Dijous.

## Arquitectura
Edifici de planta més o menys rectangular, d'uns quatre metres de llargada per tres d'amplada, amb la coberta de dues vessants de lloses de pissarra, actualment reformada amb uralita. L'interior és cobert amb una volta de canó de pedra, amb les empremtes del canyís molt marcades. Per la banda de tramuntana, l'edifici es troba adossat a un mur de més alçada que la barraca, actualment utilitzat com a feixa de contenció. L'accés a l'interior es troba a la banda de migdia. Es tracta d'una porta rectangular amb una gran llinda monolítica que sobresurt formant voladís. Damunt seu hi ha un arc de descàrrega bastit amb lloses disposades a sardinell. La diferència que s'aprecia entre l'aparell del sector central de la façana, format per rebles i morter, i els testimonis més antics d'ambdós extrems, semblen evidenciar que en principi l'edifici era obert, segurament en tota la llum de la volta. L'espai murat on hi ha la porta correspondria, doncs, a una refecció tardana. Es pot comprovar també que l'alta paret del darrere, pertanyia a una edificació més antiga. És bastida amb rebles lligats amb fang, amb filades de forats de bastida. Un fragment de paret cantonera amb l'anterior es va fer servir de mur perimetral de llevant de la construcció.
A uns cinc metres a migdia de distància, també en una travessera, hi ha d'altres fragments d'un edifici primitiu, amb una cantonada i trams de parament on s'hi observa l'inici d'unes filades de lloses inclinades.

## Història
La construcció que hom anomena barraca s'assembla de manera singular amb la curiosa "Casa de les Lloses", a l'extrem de llevant del poble, la qual és, però, una mica més gran i, sobretot, més alta pel fet de tenir la volta apuntada; són els dos únics edificis de la vila (amb l'església romànica de Sant Sebastià) que tenen coberta de llosa i no de teula actualment.
L'olivar de l'Almeda on es troben les construccions que ens ocupen és al vessant meridional del puig dels Dijous, en lloc assolellat des d'on s'albira tota la població; un poc més avall, al costat del camí que hi puja, hi ha l'indret dit l'Hostaleria -pronunciat sempre "L'Hestaleria"- en el qual no hi ha cap vestigi d'edificació i només un abric natural en un marge argilós, darrerament soterrat. Hom diu, tradicionalment, que ací "era on efectuaven el cobrament d'impostos els monjos de Sant Pere de Rodes l'època que exercien domini sobre el poble" (J. Quintana, op.cit.). Tindria a veure amb aquesta explicació la construcció descrita que és molt a la vora poc més costa amunt? Seria una "casa del Delma" de Sant Pere de Rodes. Hi pot tenir relació el topònim de l'Hosteleria?. Tindria "la Casa de les Lloses", en un altre extrem del poble, una funció semblant?. No hem trobat resposta a aquestes preguntes en els nostres escorcolls de l'arxiu municipal; dintre de poc aquest reduït arxiu estarà força més ordenat.
El camí que puja des del poble, des del carrer de Baix, travessant la riera, cap als olivers, si continuava cap al Pla dels Dijous, hauria estat un dels més detures i, al mateix temps, menys accidentat dels que menaven des de la vall de la Selva al monestir. A l'entorn de les edificacions hi hem vist fragments de ceràmica decorada de diferents èpoques, entre ells un de verd- manganès (s.XIII-XIV) i també, cal remarcar-ho un bocí d'àmfora romana.
L'origen històric de les barraques de pedra seca es remunta a èpoques ancestrals, no ben definides, i tradicionalment s'ha dividit funcionalment entre cabanes de pastors i cabanes de vinya i olivars.
Al Cap de Creus hom pot generalitzar que les cabanes de vinya van lligades al moment àlgid de l'explotació agrícola, especialment la vinícola a partir dels segles xviii i xix. El conreu de vinyes va ser impulsat pel monestir de Sant Pere de Rodes, propietari d'una bona part de les terres que formen el Cap de Creus. A partir de 1865 quan la fil·loxera començar a afectar greument a les vinyes franceses, el conreu de la vinya empordanesa es veu afavorit incrementant les seves explotacions, principalment cap a Gènova i Roma. Aquest auge va davallar amb la introducció de la fil·loxera al país cap al 1865, fent estralls en l'economia empordanesa i provocant una gran crisi en el sector, continuada de diferents migracions cap a, principalment, Cuba i Argentina. És a partir d'aquest moment en què, hom pot parlar que el conreu de vinyes passa a ser una activitat econòmica secundària i complementària a la pesca, l'horticultura o el conreu de les oliveres. La funció bàsica de les cabanes de pedra seca era tant l'aixopluc en moments de mal temps, com a magatzem per guardar les eines de treball.
A l'Empordà, les barraques de pedra seca es troben en diversos sectors, però es poden agrupar en tres principals: el format per l'Albera i el Cap de Creus, on destaca la construcció emprant llicorella; un altre que abastaria el massís del Montgrí, de substrat calcari; i l'últim format pel paratge de la Garriga i per la serra dels Tramonts, també calcari.